# إيفال إيبرل
إيفال إيبرل (بالألمانية: Ewald Eberle)‏ هو متزحلق جبال الألب ليختنشتاني، ولد في 16 أبريل 1933.

## وصلات خارجية
- إيفال إيبرل على موقع أوليمبيديا (الإنجليزية)